# Annabelle (film)
Annabelle is een Amerikaanse horrorfilm uit 2014 geregisseerd door John R. Leonetti en geproduceerd door James Wan. De film is zowel een prequel op als een spin-off van de film The Conjuring uit 2013. De première vond plaats op 29 september 2014 in het TCL Chinese Theatre in Hollywood. De wereldwijde première vond plaats op 3 oktober 2014. Het is de tweede film in de The Conjuring Universe.

## Verhaal

### Proloog
Het is 1968. Twee vrouwen en een man vertellen over hun ervaringen met de pop Annabelle tegen Ed en Lorraine Warren.

### Hoofdlijn
Het is 1967. Net afgestudeerde John en zijn vrouw Mia Gordon verwachten hun eerste kind. Terwijl zij hoogzwanger mijmert over de toekomstige baby, bekent John dat hij ook een beetje opziet tegen de hoeveelheid werk die een kind én zijn drukke baan samen met zich meebrengen. Dit valt niet goed bij Mia. Om het goed te maken, doet John haar daarom vervroegd een moeilijk te vinden pop genaamd 'Annabelle' cadeau. Mia wees hem die ooit aan als iets wat ze dolgraag wilde.
Die nacht schrikt Mia wakker van herrie bij de buren. Een stel dat deel uitmaakt van een occulte beweging pleegt daar op dat moment een dubbele moord. Terwijl John gaat kijken wat er aan de hand is, vallen de twee ook bij Mia binnen. De mannelijke indringer steekt haar neer, maar de politie is op tijd ter plaatse om erger te voorkomen. Zij schieten de binnengedrongen man dood, terwijl de vrouw zelfmoord pleegt in de kinderkamer. Ze heeft met haar eigen bloed een symbool op de muur getekend en uit een van haar wonden druipt bloed in de oogkas van Annabelle, die ze in haar armen heeft.
Mia herstelt van de steekwond en haar kind blijkt ongedeerd. Het mes heeft haar baarmoeder gemist. Wel moet ze de rest van haar zwangerschap rust houden. Vanaf het moment dat Mia terugkeert uit het ziekenhuis, begint ze agressieve verschijningen van een vrouwelijke figuur te zien in huis. Annabelle bezorgt haar bij nader inzien een ongemakkelijk gevoel en ze vraagt John om haar weg te gooien. Die gooit de pop daarop buiten in een vuilnisvat. Terwijl Mia 's avonds alleen in huis met haar naaimachine werkt en televisie kijkt, gaat het gasfornuis automatisch aan. Daardoor vat een verpakking popcorn hierop vlam en ontstaat er een keukenbrand. Mia wil het huis uitvluchten, maar een onzichtbare kracht trekt haar aan haar benen terug. Een groep mannen breekt de deur open en brengt haar alsnog naar buiten. Wanneer John op zijn werk van het voorval hoort, haast hij zich naar Mia's ziekenhuiskamer. Daar blijkt niet alleen dat ze ongedeerd is, maar ook dat hun dochter Leah is geboren, gezond en wel.
Mia wil niet meer terug naar hun oude huis, waarop John met haar verhuist naar een nieuwe woning. Bij het uitpakken van de dozen, blijkt ook Annabelle tussen de verhuisspullen te zitten. John weet zeker dat hij de pop weggegooid had, maar Mia zet deze toch maar weer tussen haar andere poppen. De verschijningen die ze steeds ziet, blijven komen. Ze zoekt contact met de politieagent die de moorden onderzoekt die de indringers in haar huis pleegden. Hij vertelt haar dat het stel lid was van een occulte groepering genaamd 'Disciples of the Ram'. Dit gezelschap heeft als doel een demon op te roepen, die een menselijke ziel nodig heeft om zich te kunnen manifesteren.
Mia maakt in de nieuwe buurt kennis met Evelyn, die een boekenwinkel heeft. Zij geeft haar een boek genaamd 'The Devil's Welcome'. Mia komt tot de conclusie dat de verschijning die haar achtervolgt het op Leahs ziel voorzien heeft. Priester Perez neemt Annabelle mee om de pop voorlopig op te bergen in de kerk, in de hoop dat de locatie een eventuele aanwezigheid in Annabelle verzwakt. Wanneer hij de kerk in wil lopen met de pop, smijt een onzichtbare kracht hem met geweld de straat weer op. Perez raakt hierbij dusdanig verwond dat hij in het ziekenhuis moet worden opgenomen. Tijdens een gesprek met Evelyn ziet Mia dat die een litteken op haar pols heeft. Evelyn vertelt Mia dat ze zelf ook een dochter had, Ruby. Zij is op haar 25ste overleden bij een auto-ongeluk, terwijl Evelyn reed, maar daar eigenlijk te vermoeid voor was. Evelyn heeft daarop uit schuldgevoel geprobeerd om zelfmoord te plegen.
Bovennatuurlijke krachten teisteren Evelyn en Mia in haar huis. Op de muren staat keer op keer in rood geschreven 'Her soul' ('haar ziel'). Wanneer Mia wanhopig schreeuwt wat de aanwezigheid wil in plaats van Leah, openen de vensterramen zich. Hierop staat in rood 'Your soul' ('jouw ziel') geschreven. Mia klimt de vensterbank op met Annabel in haar armen, bereid zich op te offeren voor haar dochter. John komt aan en trekt haar terug, koortsachtig proberend een andere oplossing te bedenken. Evelyn klimt vervolgens met Annabelle het raamkozijn in. Ze verklaart dat ze dit als een manier ziet om boete te doen voor de schuld die ze draagt aan de dood van haar eigen dochter. Dan laat ze zichzelf met de pop in haar armen geklemd achterovervallen, haar dood tegemoet. Bij haar sterven, wordt alles weer rustig en verdwijnt Annabelle spoorloos.

### Epiloog
Zes maanden later. Een vrouw komt een winkel binnen. Ze zoekt een cadeau voor haar dochter, die als verpleegster werkt. Ze laat haar oog vallen op een pop, Annabelle.

## Rolverdeling
- Annabelle Wallis als Mia Form
- Ward Horton als John Form
- Tony Amendola als Father Perez
- Alfre Woodard als Evelyn
- Kerry O'Malley als Sharon Higgins
- Brian Howe als Pete Higgins
- Eric Ladin als Detective Clarkin
- Ivar Brogger als Dr. Burgher
- Tree O'Toole als wit geklede vrouw; Annabelle Higgins
  - Keira Daniels als 7-jarige Annabelle Higgins
- Morganna May als Debbie
- Amy Tipton als Camilla
- Michelle Romano als Mary
- Christopher Shaw als Fuller

## Trivia
- Annabelle heeft dezelfde openingsscène als The Conjuring en is gebaseerd op het verhaal van Ed en Lorraine Warren.[4]
- De echte pop stond tot de sluiting in de The Warrens 'Occult Museum in Monroe, Connecticut.[5]